# Ivan Boenin
Ivan Aleksejevitsj Boenin (Russisch: Иван Алексеевич Бунин) (Voronezj, 10 oktober 1870 - Parijs, 8 november 1953) was een Russisch schrijver en dichter.

## Biografie
Boenin werd geboren in Voronezj, in centraal Rusland, uit verarmde, lagere adel. Vanaf 1889 woonde hij in Charkov waar hij onder meer werkzaam was als ambtenaar, bibliothecaris en assistent-redacteur van Orlovski Vestnik, een plaatselijke krant. Daarna woont hij afwisselend in Moskou en Sint-Petersburg. In 1891 publiceerde hij zijn eerste korte verhaal in Roesskoje Bogatstvo, het literaire tijdschrift van N.K. Michailovski. Tien jaar later, in 1901 publiceerde hij zijn eerste bundel gedichten onder de titel Listopad, die zeer gunstig werd ontvangen door de Russische critici. Hij raakte bevriend met Anton Tsjechov met wie hij een correspondentie voerde. Daarnaast onderhield hij vriendschappelijke contacten met Lev Tolstoj en Maksim Gorki.

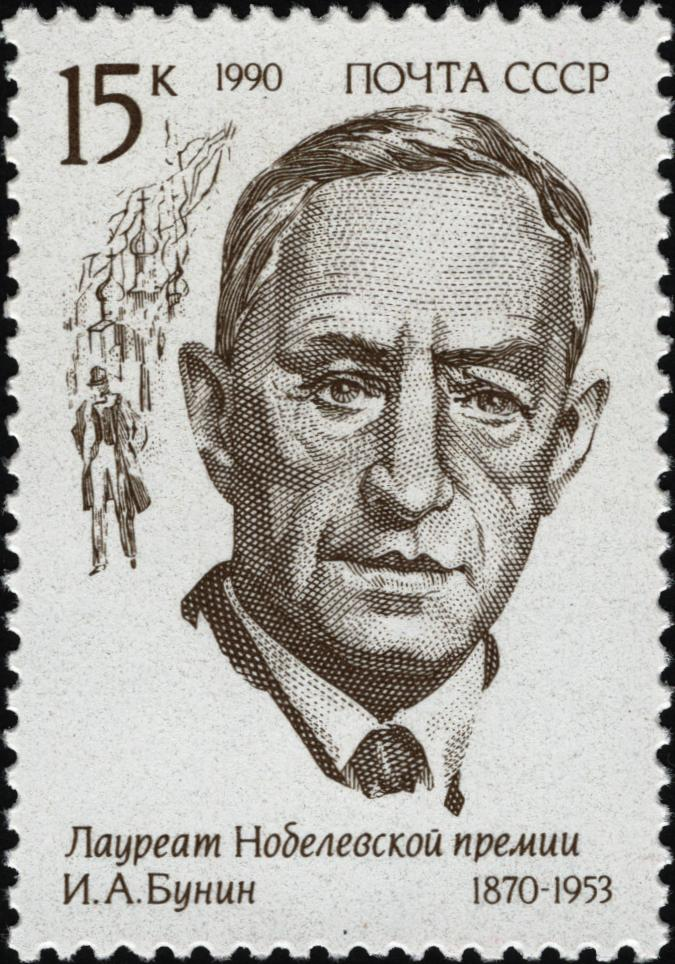
Postzegel van de Sovjet-Unie die Boenin toont op latere leeftijd

Voor het uitbreken van de Eerste Wereldoorlog maakt Boenin enkele reizen naar onder meer Ceylon, Palestina, Turkije en Egypte. Boenin stond uiterst vijandig tegenover de machtsgreep van de bolsjewieken in 1917, die hij een "bloedige waanzin" noemde. In 1918 verliet hij Moskou en reisde hij af naar Odessa, waar hij later de "Rode Terreur" van de Bolsjewieken van dichtbij meemaakte. Boenin heeft over de wederwaardigheden van deze periode "Vervloekte dagen" (Russisch: Окаянные дни) geschreven, dat in 1925 gepubliceerd werd in het Westen. In 1920 vluchtte Boenin op een schip naar Frankrijk. Eerst woonden hij en zijn vrouw in Parijs, later namen ze hun intrek in een villa in Grasse. Als balling was hij zeer actief op politiek-maatschappelijk gebied; hij schreef na zijn emigratie alleen nog over Rusland. In 1933 kreeg hij als eerste Russische schrijver de Nobelprijs voor Literatuur toegekend voor Het leven van Arsenjev, een sterk autobiografische roman die handelt over het leven van de verarmde adel in Rusland rond 1900. De Nobelprijs werd hem toegekend "voor het strenge kunstenaarschap waarmee hij de tradities van de klassieke Russische romankunst heeft voortgezet".
Ondanks zijn grote afkeer van het fascisme bleef Boenin tijdens de Tweede Wereldoorlog in Grasse. Hij had enige tijd een Joodse onderduiker in huis. Na de oorlog werd Boenin aangeboden terug te keren naar de Sovjet-Unie; in Grasse kreeg hij bezoek uit Moskou, dat Russische wodka en worst voor hem meenam. "Niet slecht, dat bolsjewiekenworstje," moet Boenin gezegd hebben, maar het lukte niet hem over te halen terug te keren naar zijn vaderland. In 1953 overleed hij in Parijs aan een hartaanval. Zijn boek over zijn vriend en voorbeeld Anton Tsjechov heeft hij niet meer kunnen voltooien. Hij werd, zoals vele Russische emigranten in Frankrijk, begraven op het Russische kerkhof van Sainte-Geneviève-des-Bois (Essonne) nabij Parijs. In 1955 werd het oeuvre van Boenin voor het eerst na de revolutie van 1917 in zijn vaderland gepubliceerd, zij het gecensureerd.

## Literaire werk

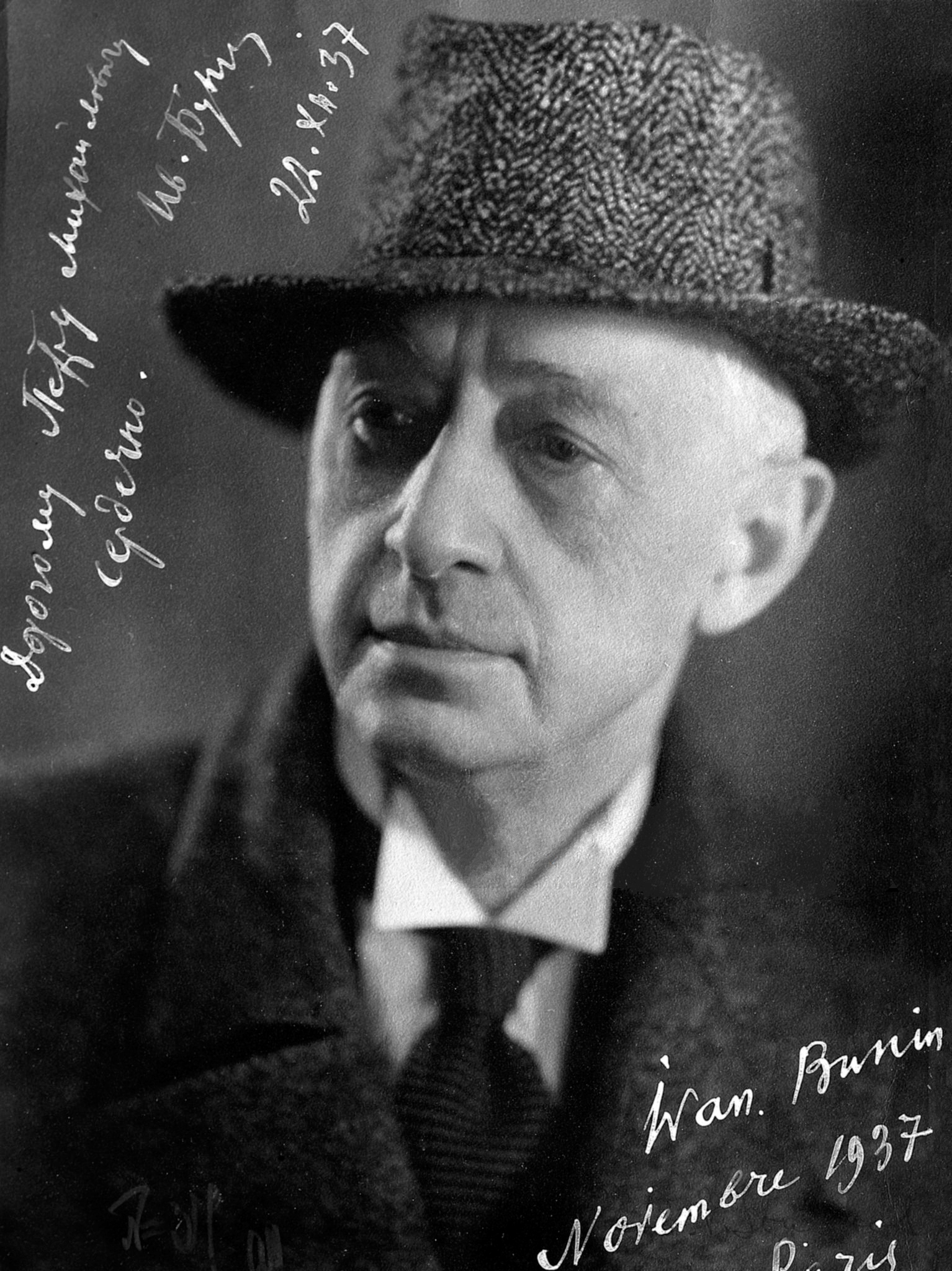
Ivan Boenin, 1937

Boenin verwierf de meeste roem met zijn korte verhalen, waarvan Het Einde van de Wereld, Mitja's liefde, Antonov appels, De Zonnesteek wellicht de bekendste zijn. Daarnaast schreef hij dagboeken, reisverslagen en gedichten, en maakte hij vertalingen van onder meer de poëzie van Byron, Tennyson, Musset, Coppée en Longfellow ('The Song of Hiawatha'). Voor deze laatste vertaling ontving hij de prestigieuze Poesjkin-prijs.
Boenin wordt beschouwd als een van de laatste belangrijke representanten van de grote 19e-eeuwse Russische verhaaltraditie. Zijn werk kenmerkt zich door een opmerkelijke fijngevoeligheid en, volgens sommigen, een zekere sentimentaliteit. Echter, met name in zijn latere werk verandert dit enigszins. Hoewel de verfijning en elegantie nadrukkelijk aanwezig blijven, vinden ook moderne elementen een plaats in zijn werk. Het chronologische verhaal komt bij hem nauwelijks voor. Boenin vertelt een gebeurtenis een paar keer, maar steeds vanuit een andere hoek of met andere ogen bekeken. Vaak wordt een feit eerst alleen vermeld om een bepaalde gebeurtenis vast te leggen, vervolgens wordt dat feit later uitvoeriger verteld met allerlei bijzonderheden, waardoor de zaak in een volkomen ander licht wordt geplaatst. In zijn werken is weinig intrige, maar wel veel beschrijving van mensen, hun onderlinge verhoudingen, hun huizen en vooral van de natuur. Zijn personages hebben weinig handeling, zij kijken, luisteren, voeren korte gesprekken, dialogen komen weinig voor. Zijn gedichten vertonen dezelfde eigenschappen als zijn proza. De taal is eenvoudig en elke gedachte is zeer precies uitgedrukt. De meeste gedichten zijn beschrijvend, de lyriek is bescheiden. Boenins werk wordt vaak vergeleken met het proza van Toergenjev, Tolstoj, Tsjechov en Proust. Zijn invloed op schrijvers na hem is echter beperkt gebleven.

## Selectie van werken
- Mitja's liefde, Amsterdam z.j. (vertaling S.van Praag)
- De heer uit San Francisco, Den Haag, 1934 (vertaling S.van Praag)
- Het leven van Arsenjew, Amsterdam, 1934 (vertaling A.Kosloff)
- De zaak Kornet Jelagin, Amsterdam z.j., (vertaling Aleida Schot en B.Becker)
- Novellen en verhalen, Hasselt: Heideland, z.j. (vertaling en inleiding Boris Raptschinsky)
- Het laatste rendez-vous en andere verhalen, Amsterdam, 1980 (vertaling en nawoord Dick Peet)
- Verzamelde werken in 4 delen, Amsterdam, 1995 (vertaling Marja Wiebes en Margriet Berg)
- Nacht, nieuwe maan, mistral. Dagboek uit Grasse 1940-1945, 's-Gravenhage: Statenhofpers, 2020 (vertaling Jan Paul Hinrichs)
- Over Tsjechov, 's-Gravenhage: Statenhofpers, 2020 (vertaling Jan Paul Hinrichs)